# De familie Robinson
De familie Robinson (家族ロビンソン漂流記ふしぎな島のフローネ, Kazoku Robinson Hyōryūki Fushigi na Shima no Furōne) is een Japanse animeserie uit 1981, gebaseerd op het boek De Zwitserse familie Robinson van Johann David Wyss.
De serie telt 50 afleveringen van elk rond de 26 minuten lang. De serie werd in Japan van januari tot december 1981 uitgezonden. In Nederland was de serie te zien bij de Evangelische Omroep (EO) van 3 oktober 1985 tot 18 december 1986.

## Verhaal
De familie Robinson woont in Zwitserland en op een dag krijgen ze een brief met de vraag of ze naar Australië willen komen omdat er een grote nood is aan dokters. Ze vertrekken met een boot, maar onderweg komen ze in een verschrikkelijke storm terecht. Iedereen verlaat het schip en alleen zij blijven achter. Ze bouwen een vlot en vertrekken naar het eiland dat aan de horizon te zien is. Het eiland blijkt echter onbewoond en ze moeten zich voortaan staande zien te houden.
De familie is in de serie anders dan in het boek. In het boek bestaat de familie uit een vader, moeder en vier zonen. In de serie hebben ze twee zonen, Hans en Bastiaan, en een dochter, Sanne. Dit is mogelijk gedaan om de serie ook voor vrouwelijke kijkers interessanter te maken.

## Personages en stemacteurs
- Vader (Ernst) - Hans Hoekman
- Moeder (Miriam) - Vivian Boelen
- Hans - Peter Lusse
- Sanne/Bastiaan/Tom Tom - Tamar Baruch
- Mr. Morton – Huib Rooymans

## Afleveringen
1. Een onverwachte uitnodiging
2. Sanne maakt plannen
3. Eigenaardig gezelschap
4. Nieuw leven
5. Sanne neemt het roer
6. De omwenteling
7. Een vlot bouwwerk
8. Zon en zee genoeg
9. Een nieuwe vriend
10. De melkboom
11. De zeeverkenners
12. Hand in hand in het drijfzand
13. De diepe duisternis
14. Uit en thuis
15. Onder de pannen
16. De automatische brandweer
17. De vogelverschrikker
18. Woef staat zijn mannetje
19. Vroege visite
20. Schip aan de horizon
21. Op pad voor een schildpad
22. Bastiaan de strandjutter
23. Extra vakantie
24. Sanne zoekt het hogerop
25. In touw voor licht
26. Een doel voor ogen
27. Lief en leed
28. Sanne verwent een patiënt
29. Op het verkeerde pad
30. Een straffe straf
31. Een nieuw jaar
32. Samen sterk
33. Een vruchtbare dag
34. Sanne als makelaar
35. Pronken met spelonken
36. Bij de vleermuizen thuis
37. Hulp in nood
38. Sanne zet haar beste beentje voor
39. Tom-tom geeft les
40. Terug de boom in
41. Van de vulkaan vandaan
42. Een bewogen dag
43. De zee roept
44. De laatste kans
45. Aardig zeewaardig
46. Verschil van mening
47. Dierendag
48. Samen in zee
49. Op eigen houtje
50. Met de beste wil rond de wereld